# Adif Acerca

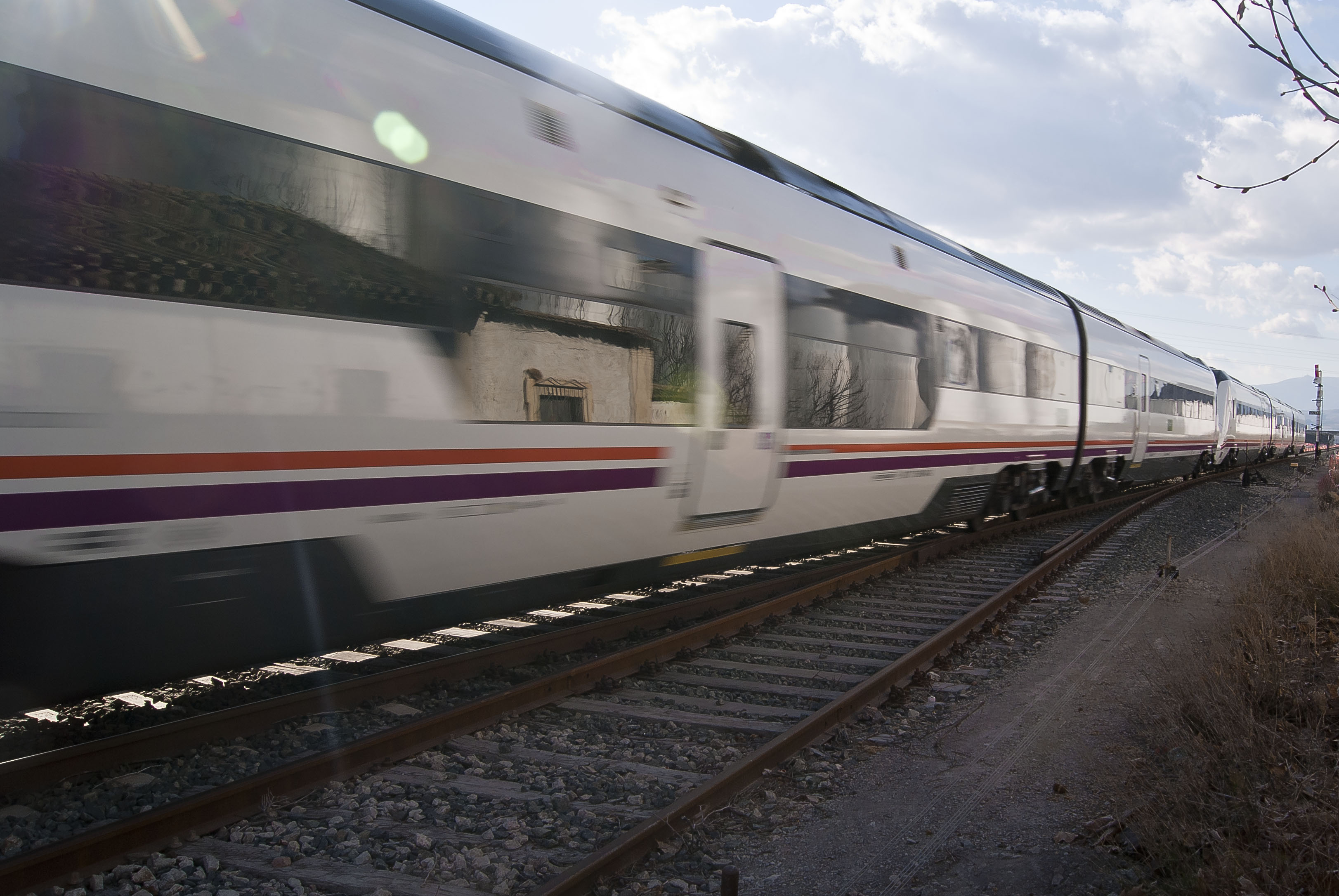
Puerta de piso bajo para acceso a PMR en un tren Serie 599 de Renfe.

Adif Acerca, anteriormente Renfe Atendo, es el servicio que facilita el acceso de los discapacitados al ferrocarril en España. Está organizado por parte de Adif, ONCE y CERMI.

## Utilización
El servicio se compone de principalmente de personal destinado en las estaciones principales, identificados con una chaqueta naranja, que ayudan a las personas con discapacidad a acceder y a bajar del tren. Las estaciones de Adif que disponen de este servicio, unas 120, tienen establecido un punto de encuentro donde el discapacitado debe presentarse 30 minutos antes de la salida de su tren. Los «chaquetas naranjas» acompañan al discapacitado hasta el andén, le suben al tren y le acomodan en la plaza asignada. En ocasiones, precisan del uso de material específico, como plataformas elevadoras de sillas de ruedas, aunque las nuevas estaciones y los nuevos trenes accesibles hacen a estos elementos cada vez menos necesarios. Algunos discapacitados viajan en plazas específicas, como las preparadas para personas en silla de ruedas, y otros viajan en plazas normales. Una vez el tren llega a su destino se realiza la misma operación en sentido contrario.
Para utilizar el servicio está recomendado solicitarlo con antelación, poniéndose en contacto con Adif o indicándolo al comprar el billete. En algunas estaciones y para algunos servicios, la solicitud anticipada es obligatoria. No se puede prestar el servicio si no está disponible tanto en la estación de origen como en la de destino. El servicio está valorado por sus usuarios con un 8,8 sobre 10.